# Karl Vollrath

Karl Vollrath

Karl Vollrath (* 16. April 1857 in Templin; † 20. Oktober 1915 in Berlin) war Journalist und Mitglied des Deutschen Reichstags.

## Leben
Vollrath besuchte das Gymnasium in Prenzlau bis 1877 und studierte anschließend in Berlin und Paris Philosophie sowie Kunstgeschichte. Er war 1877 Gründer der Studentenverbindung Prenzlauer Abend, der späteren Burschenschaft Primislavia Berlin, der er ebenfalls angehörte.
Seine Tätigkeit als Redakteur begann er im Frühjahr 1881 beim Berliner Tageblatt. Im Herbst desselben Jahres wechselte er zur Breslauer Zeitung. Dort arbeitete Vollrath als politischer Redakteur sowie als Kunst- und Theaterkritiker. Während dieser Zeit war er Mitglied der Breslauer Stadtverordnetenversammlung. Vollrath gehörte der Deutschen Freisinnigen Partei an und vertrat diese von 1890 bis 1893 als Mitglied des Reichstages für den Wahlkreis 7 (Regierungsbezirk Breslau/Breslau-West).
Ab 1892 leitete er 23 Jahre, bis zu seinem Tode, als Chefredakteur die Berliner Volks-Zeitung. Vollrath war Gründungsmitglied der Deutschen Gesellschaft zur Bekämpfung der Geschlechtskrankheiten.
Karl Vollrath starb am 20. Oktober 1915 im Alter von 58 Jahren in Berlin an einem Schlaganfall. Er wurde auf dem Friedhof II der Sophiengemeinde Berlin beigesetzt. Das Grab ist nicht erhalten geblieben.